# Ipomoea hederacea
Espèce
Ipomoea hederacea est une espèce de plantes dicotylédones de la famille des Convolvulaceae, originaire du Mexique. C'est une plante herbacée annuelle, grimpante, aux tiges volubiles, à fleurs bleues. Les graines sont utilisées pour leurs propriétés médicinales. La plante est une mauvaise herbe des cultures, classée comme envahissante dans certains pays, notamment les États-Unis.

## Taxinomie

### Synonymes
Selon The Plant List (26 janvier 2020) :
- Batatas setosa (Ker Gawl.) Lindl.
- Calonyction campanulatum Hallier f.
- Calonyction pavonii (Choisy) Hallier f.
- Calonyction setosum (Ker Gawl.) Hallier f.
- Convolvulus hederaceus L.
- Convolvulus nil L.
- Convolvulus setosus (Ker Gawl.) Spreng.
- Convolvulus tomentosus Vell.
- Gomphipus setosus (Ker Gawl.) Raf.
- Ipomoea barbigera Sweet[4]
- Ipomoea cuspidata Ruiz & Pav.
- Ipomoea desertorum House
- Ipomoea hederacea var. integriuscula A. Gray[5]
- Ipomoea hederacea (L.) Jacq.
- Ipomoea hirsutula auct. non Jacq. f.[5]
- Ipomoea longicuspis Meisn.
- Ipomoea melanotricha Brandegee
- Ipomoea nil var. setosa (Ker Gawl.) Boerl.
- Ipomoea pavonii Choisy
- Ipomoea scabra Forssk.
- Ipomoea trichocalyx Steud.
- Ipomoea vaniotiana H.Lév.
- Pharbitis barbigera (Sweet) G. Don[4]
- Pharbitis cuspidata (Ruiz & Pav.) G. Don
- Pharbitis githaginea Hochst.
- Pharbitis hederacea (Jacq.) Choisy[5]
- Pharbitis hederacea (L.) Choisy [4]
- Pharbitis nil (L.) Choisy

### Liste des variétés
Selon NCBI (26 janvier 2020) :
- Ipomoea hederacea var. integriuscula A.Gray, 1886